# Melite (figlia di Egeo)
Melite (in greco antico: Μελίτη?) è un personaggio della mitologia greca, figlia del dio-fiume Egeo.
Fu una ninfa naiade, che viveva nell'isola dei Feaci, chiamata Scheria e identificata di solito con l'isola di Corfù. Si unì a Eracle, il quale era stato esiliato nell'isola per via dell'uccisione dei suoi figli, e gli diede un figlio di nome Illo.

## Etimologia
Μελίτη (Melite) deriva da greco antico μέλι (meli) "miele" quindi significa "dolce come il miele" .

## Genealogia
Figlia del fiume Egeo, ebbe da Eracle un figlio a cui diede il nome di Illo.
A seconda dei pareri il figlio da lei generato potrebbe (o non potrebbe) essere lo stesso Illo che condusse gli Eraclidi nella guerra per il Peloponneso, ma che è più spesso considerato figlio di Deianira.

## Mitologia
Con le sue sorelle viveva nei pressi di un lago ed un giorno, quando Eracle giunse nei pressi, lo nascose nella parte più profonda e più scura del lago dove e fece l'amore con lui. In seguito si recarono in un'altra parte dell'isola e vi rimasero fino a quando lei diede alla luce Illo.